# Wenzel Seiler
Johann Wenzel Seiler, auch Wenceslaus und auch Seyler (* um 1648 wahrscheinlich in Prag; † 1681 in Wien), war ein österreichischer Alchemist.

## Leben
Seilers Vater Zacharias war Proviantmeister bei der Artillerie und kam 1652 in Wien in Folge von Verbrennungen bei der Explosion eines Feuerwerks um. Seiler war ursprünglich ein Augustinermönch in Brünn, der 1671 aus dem Kloster floh, nachdem man ihn mit einer Prostituierten (wie sie in den offiziellen Berichten des Klosters bezeichnet wurde) erwischte. Danach war er auf Schloss Feldberg im alchemistischen Labor von Karl Eusebius von Liechtenstein (1611–1684). Über die Vermittlung des alchemiegläubigen Grafen Franz Ernst von Paar (gestorben 1672), dem ehemaligen österreichischen Gesandten in Spanien, mit dem er schon als Klosterbruder in Brünn Kontakt hatte, kam er dann an den Wiener Hof und begann mit Experimenten im Labor in der Hofburg.
1675 heiratete er mit Erlaubnis des Papstes Maria Crembsl, mit der er schon ein Kind hatte. Nach dem Tod seiner Frau 1677 heiratet er wenige Monate später die Witwe des Freiherrn von Savarian.
Seiler führte am Wiener Hof 1675 eine vorgebliche Transmutation (Umwandlung in Gold) durch und wurde daraufhin 1676 zum Ritter von Reinburg ernannt. 1677 soll er eine große Medaille, das sogenannte Alchemistische Medaillon, (vor den Augen des Kaisers Leopold I.) in Gold verwandelt haben. Dieses Objekt wird im Münzkabinett des Wiener Kunsthistorischen Museum ausgestellt. Die Medaille besteht aus einer Gold-Silber-Kupfer-Legierung mit an der Oberfläche angereichertem Gold, wahrscheinlich durch Anätzen mit Salpetersäure. Seiler lebte gut von der Goldmacherei und wurde 1678 in den Reichsfreiherren-Stand erhoben und 1679 Obermünzmeister von Böhmen. 1681 starb er in Wien an einem Fieber.
Über den Fall von Seilers Goldmacherei verfasste Johann Joachim Becher, der selbst als Alchemist tätig war und an das Goldmachen glaubte, einen Untersuchungsbericht, der auf Betreiben von Robert Boyle 1680 in London veröffentlicht wurde (Magnalia naturae). Boyle hatte schon 1677 vom kaiserlichen Botschafter Wallenstein Nachrichten von Seiler erhalten und war sehr an dem Fall interessiert. Seiler war nicht der einzige Alchemist, der am Wiener Hof Karriere machte, wo man sich wie andere Fürsten durch die Alchemie finanzielle Entlastung erhoffte. 1670 trat dort der italienische Alchimist Giuseppe Francesco Borrhi auf, der aber wegen ketzerischer Ansichten verhaftet wurde, und der Vater von Leopold I., Kaiser Ferdinand III., der viel Geld für die Alchemie ausgab, machte den Alchemisten Johann Konrad Richthausen zum Baron von Chaos.